# Elezioni generali in Perù del 1956
Le elezioni generali in Perù del 1956 si tennero il 17 giugno per l'elezione del Presidente e il rinnovo del Congresso della Repubblica

## Risultati

### Elezioni presidenziali
| Candidati                  | Partiti                            | Voti      | %     |
| -------------------------- | ---------------------------------- | --------- | ----- |
| Manuel Prado Ugarteche     | Movimento Democratico Pradista     | 567 713   | 45,48 |
| Fernando Belaúnde Terry    | Fronte delle Gioventù Democratiche | 457 966   | 36,69 |
| Hernando de Lavalle Vargas | Unità Nazionale                    | 222 619   | 17,83 |
| Totale                     | Totale                             | 1 248 298 | 100   |

### Elezioni parlamentari

#### Camera dei deputati
| Liste                              | Voti | % | Seggi |
| ---------------------------------- | ---- | - | ----- |
| Movimento Democratico Pradista     |      |   | 64    |
| Unificazione Nazionale             |      |   | 41    |
| Fronte delle Gioventù Democratiche |      |   | 15    |
| Partito Democratico Cristiano      |      |   | 5     |
| Alleanza Democratica Cuzqueña      |      |   | 1     |
| Fronte Elettorale Ayacuchano       |      |   | 1     |
| Unione Civica Indipendente         |      |   | 1     |
| Lista José Gálvez                  |      |   | 15    |
| Lista Augusto Guzmán               |      |   | 12    |
| Lista Rodrigo Alonso               |      |   | 8     |
| Lista Luis González                |      |   | 8     |
| Lista Wilson Sologuren             |      |   | 3     |
| Lista Edgardo Portaro              |      |   | 1     |
| Lista Juan Lozno                   |      |   | 1     |
| Totale                             |      |   | 182   |